# Nasiłowscy herbu Półkozic
Nasiłowscy herbu Półkozic – polski ród szlachecki wywodzący się z Podlasia. 
Udokumentowane początki rodu sięgają XV wieku. Najstarszy zapis dotyczy Jakuba z Nasiłowa z bratem Andrzejem
z 1474 r. 
Obecnie mieszka w Polsce 1808 osób o nazwisku Nasiłowski. Na terytorium dawnego województwa siedleckiego jest ich 846.